# Distretto di Rampur
Il distretto di Rampur è un distretto dell'Uttar Pradesh, in India, di 1 922 450 abitanti. È situato nella divisione di Moradabad e il suo capoluogo è Rampur.